# 萨马岛猪笼草
萨马岛猪笼草（学名：Nepenthes samar）是菲律宾萨马岛特有的热带食虫植物，并得名于此。其与美林猪笼草（N. merrilliana）之间存在着密切的近缘关系。